# آرثر شيبرد
آرثر شيبرد (بالإنجليزية: Arthur Lewis Shepherd)‏ هو سياسي بريطاني (وحمل سابقاً جنسية المملكة المتحدة لبريطانيا العظمى وأيرلندا)، ولد في 7 فبراير 1884، وتوفي في 14 أبريل 1951. حزبياً، نشط في حزب العمال. في الانتخابات الفرعية في مجلس العموم البريطاني ‏، انتخب عضو برلمان المملكة المتحدة الـ34 عن دائرة دارلينغتون (17 فبراير 1926 – 10 مايو 1929) وفي الانتخابات العامة في المملكة المتحدة 1929 ‏، انتخب عضو برلمان المملكة المتحدة الـ35 عن دائرة دارلينغتون (30 مايو 1929 – 7 أكتوبر 1931).